# Berufsverband deutscher osteopathischer Ärztegesellschaften
Der Berufsverband deutscher osteopathischer Ärztegesellschaften (BDOÄ) e.V. ist der Dachverband deutscher Vereinigungen, in denen osteopathisch tätige Ärztinnen und Ärzte organisiert sind.
Er wurde 2013 von dem Ärzteseminar Osteopathische Medizin in der DAOM – Deutsche Akademie für Osteopathische Medizin (ÄSOM), der Deutsch-amerikanischen Akademie für Osteopathie (DAAO), der Deutschen Ärztegesellschaft für Osteopathie (DÄGO) und der Deutschen Gesellschaft für Osteopathische Medizin (DGOM) gegründet. Alle Gründungsgesellschaften sind weiterhin Mitglieder des Verbandes. Über seine Mitgliedsgesellschaften DAAO und DGOM, die den Status eines Full Members haben, werden die Interessen des Verbandes auch in der OIA (Osteopathic International Alliance) vertreten.

## Positionen
Der BDOÄ sieht sich als politische Interessensvertretung der in ihm organisierten Vereinigungen an. Er verfolgt unter anderem das Ziel der Integration osteopathischer Leistungen in die GOÄ sowie die Verankerung der Osteopathie in der ärztlichen Fort- und Weiterbildung. Hierfür hat der BDOÄ ein Curriculum für die Weiterbildung in Osteopathischer Medizin vorgelegt, welches sich am europäischen EROP-Standard mit 700 Unterrichtseinheiten für ärztliche osteopathische Ausbildung orientiert und im Umfang vergleichbar mit dem Standard der Bundes-Arbeitsgemeinschaft für Osteopathie (BAO-Standard) für nichtärztliche Osteopathen ist. Für den 2018 beim 121. Deutschen Ärztetag in Erfurt eingereichten Antrag auf Einrichtung der Zusatzweiterbildung erstellte der BDOÄ einen Literaturüberblick zur Evidenz der Osteopathie. Der Antrag wurde jedoch abgelehnt.
Aus Sicht des BDOÄ muss die Osteopathie als eigenständige Disziplin getrennt von der in Deutschland etablierten Manuellen Medizin gesehen werden und sollte nicht als ergänzende Techniksammlung betrachtet werden. Diese Auslegung der deutschen manualmedizinischen Gesellschaften (DGMM) stehe auch im Gegensatz zur internationalen Einordnung osteopathischer Behandlungsverfahren z. B. durch die WHO. Diese Position vertrat der BDOÄ auch 2017 in einer an das Bundesgesundheitsministerium gerichteten Stellungnahme in Bezug auf das Pflegestärkungsgesetz III.